# Club Deportivo Chivas USA
O Club Deportivo Chivas USA, ou simplesmente Chivas USA, foi uma equipe de futebol norte-americana, que disputou por dez anos a MLS. O clube encerrou suas atividades após a temporada 2014.

## História

### Origens
Levando em conta a grande colônia mexicana na Califórnia - principalmente na cidade de Los Angeles - e o fato do Chivas Guadalajara ser uma das equipes mais populares do México, foi fundado, em 2004, uma filial do time mexicano, o Chivas USA. O nome Chivas é devido a um cabrito montês bastante comum no México e que é conhecido por ser muito arisco e selvagem. Os torcedores e adeptos do Chivas USA imediatamente o adotaram como mascote.
A equipe já nasceu com uma grande torcida e se ainda não venceu nenhum campeonato da MLS (a liga americana de futebol), para seus torcedores isso é só uma questão de tempo, pois a matriz investia muito em sua filial. Para chegar ao tão sonhado título, procurava mesclar a experiência de jogadores veteranos como os americanos Ante Razov e Jonathan Bornstein e o mexicano Claudio Suárez, com o entusiasmo de jovens talentos como o francês Laurent Merlin. Em 4 de maio de 2007, contratou o brasileiro Paulo Nagamura, vindo do Toronto FC.

### Primeiros resultados
Sua boa performance durante os dois turnos da MLS Cup 2007 antes do playoff final lhe valeu, pela primeira vez, uma vaga na Superliga de 2008, seu primeiro campeonato internacional. Em 20 de outubro obteve seu primeiro resultado expressivo: o vice-campeonato da MLS Supporters' Shield. Obteve também o vice-campeonato na MLS Reserve Division. A campanha realizada em 2007 também lhe deu o direito de participar da primeira Liga dos Campeões da CONCACAF, a ser realizada na temporada 2008-2009. Na Superliga 2008, sua campanha foi de uma vitória, um empate e uma derrota o que não foi o suficiente para levá-lo às semifinais. Na Liga dos Campeões da CONCACAF, teve um derrota e um empate e também não passou da fase preliminar. Ficou em 5º lugar na MLS Supporters' Shield de 2008, o que habilitou a equipe a disputar pela segunda vez a Superliga em 2009.

### Encerramento das atividades
Em fevereiro de 2014, Jorge Vergara, proprietário do Chivas Guadalajara, oficializou a venda da franquia aos proprietários da MLS, uma vez que não obteve o resultado esperado. Inicialmente, foi cogitada a permanência do clube na Califórnia, desta vez com outro nome, para a temporada 2015, porém a baixa média de público e a não-classificação para os play-offs definiram o destino do Chivas, que fechou as portas em outubro.

## Títulos
| Regionais      | Regionais                               | Regionais | Regionais  |
|                | Competição                              | Títulos   | Temporadas |
| -------------- | --------------------------------------- | --------- | ---------- |
| Estados Unidos | Honda SuperClasico                      | 1         | 2007       |
| Conferência    |                                         |           |            |
|                | Competição                              | Títulos   | Temporadas |
| Estados Unidos | MLS Western Conference (Regular Season) | 1         | 2007       |

## Campanhas de destaque
- MLS Supporters' Shield: 2º lugar - 2007
- MLS Reserve Division: 2º lugar - 2007